# Luigi Frezza
Luigi Frezza (ur. 27 maja 1783 w Lanuvio, zm. 14 października 1837 w Rzymie) – włoski kardynał.

## Życiorys
Urodził się 27 maja 1783 roku w Lanuvio. Studiował na Papieskim Uniwersytecie Gregoriańskim, gdzie uzyskał doktorat utroque iure. 11 czerwca 1808 roku przyjął święcenia kapłańskie. 2 października 1826 roku został biskupem Terraciny, a 19 listopada przyjął sakrę. Dwa lata później został tytularnym arcybiskupem Chalkedonu i nuncjuszem w Nowej Granadzie. 23 czerwca 1834 roku został kreowany kardynałem in pectore. Jego nominacja na kardynała prezbitera została ogłoszona na konsystorzu 11 lipca 1836 roku i nadano mu kościół tytularny Sant’Onofrio. Zmarł 14 października 1837 roku w Rzymie.